# مستعر أعظم مزدوج-متقلقل نابض

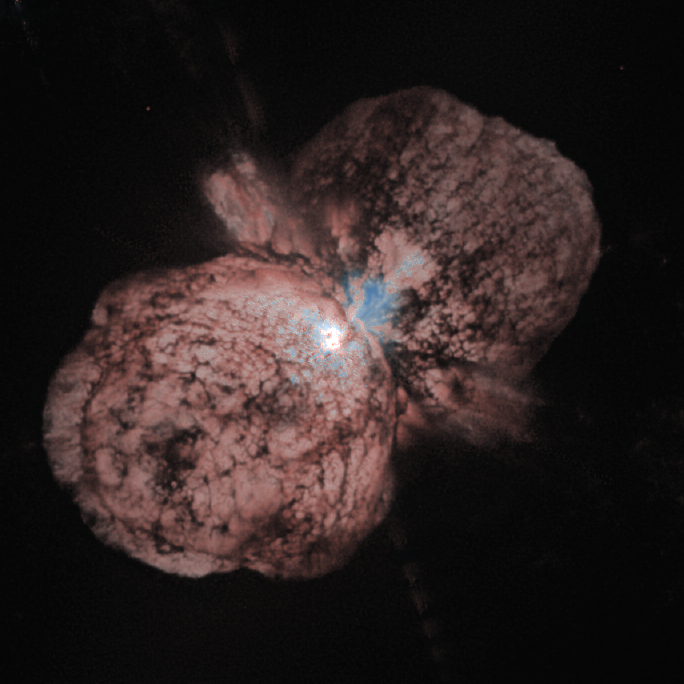
إيتا القاعدة ، صورة بواسطة مرصد هابل الفضائي.

مستعر أعظم مزدوج-متقلقل نابض هو حذث مستعر أعظم مخادع يحدث عادة في نجوم كتلتها حوالي 100 إلى 130 كتلة شمسية على عكس حدث مستعر أعظم مزدوج-متقلقل الذي يحدث عادة في نجوم كتلتها أكبر حوالي 130 إلى 250 كتلة شمسية.ومثل المستعرات الأعظمية المزدوجة المتقلقة، فإن المستعر الأعظمي المزدوج المتقلقل النابض ناجم عن استنزاف طاقة النجم في إنتاج أزواج الإلكترون - بوزيترون. ،ولكن، في حين أن حدث المستعر الأعظم المزدوج-المتقلقل يمزق النجم تماما في انفجار ضخم فأن نجم المستعر المزدوج المتقلقل النابض يقذف مابين 10–25 كتلة شمسية.وهذا يقلص حجم النجم إلى حوالى 100( كتلة شمسية) ، كتلة صغيرة جدا لخلق الإلكترون بوزيترون الزوجي.
يشير التطور النهائي للنجوم في نطاق كتلة تتراوح مابين 70 - إلى 140 كتلة شمسية. واعتمادا على تاريخ فقدان الكتلة ومعدلات الدوران، فإن هذة النجوم ستنهي حياتها على شكل مستعرات فائقة مزدوجة-متقلقلة نابضة تنتج مجموعة كبيرة ومتنوعة من الحالات العابرة الرصدية تتراوح إجمالا إلى ما بين أسابيع وألف عام. ومن الممكن أن هذا ما حدث عام 1843 خلال انفجار النجم الأساسي لنظام إيتا القاعدة على الرغم من أنه ليس هناك حتى الآن أي دليل كبير يدعم هذا.

## مستعر ساطع للغاية
ألمع المستعرات الأعظمية في الكون الحديث تنشأ عن الاصطدامات بين قذائف المادة التي طردتها النجوم الضخمة التي تعاني من عدم الاستقرار الداخلي الناجم عن إنتاج أزواج الإلكترون - البوزيترون المزدوج.
المستعر الأعظم م أ 2006 جي واي ساطع للغاية  ويتحدى وجهة النظر التقليدية القائلة بأن انهيار النواة النجمية هو الآلية الوحيدة التي تجعل النجم الضخم مستعر أعظم،لأنه يبدو مضيئا جدا . وقد يفسر نموذج (مستعر أعظم مزدوج-متقلقل نابض ) سبب قوة لمعان بعض المستعرات في الكون .طبيعة المستعر الأعظم م أ 2006 جي واي تشير إلى أنة متغير أزرق شديد الضياء أو يمر خلال نبضات مستعر أعظم مزدوج-متقلقل .